# Defibrillator (ICD) Deutschland
Der Defibrillator (ICD) Deutschland e. V. ist eine Patientenorganisation auf dem Gebiet der Herz-Kreislauf-Krankheiten. Der Verein wurde 2007 in Bad Nauheim gegründet und ist als gemeinnützig anerkannt.

## Beschreibung
Ziele des Vereins sind die überregionale Interessenvertretung für Patienten mit einem Implantierbaren Kardioverter-Defibrillator (ICD), die Schärfung der Bewusstseinsbildung in der Öffentlichkeit in Sachen Defibrillator und die Kontaktpflege zu implantierenden Kliniken, betreuenden Kardiologen und Reha-Einrichtungen. Dadurch soll die Situation und die Lebensqualität der Defibrillator-Patienten in Deutschland verbessert werden.
Der Verein unterstützt bei Gründungen von Selbsthilfegruppen und betreibt Lobbyarbeit in der Gesundheits- und Sozialpolitik.
Der Verein ist seit dem 30. April 2011 Mitglied in der Bundesarbeitsgemeinschaft Selbsthilfe von Menschen mit Behinderung und chronischer Erkrankung und ihren Angehörigen e.V. (BAG SELBSTHILFE). Die Arbeit des Vereins wird vom Bundesverband Niedergelassener Kardiologen unterstützt.

## Organisation
Oberstes Gremium des Vereins ist die Mitgliederversammlung.
Der ehrenamtliche Vorstand hat gegenwärtig acht Mitglieder. 1. Vorsitzende ist seit März 2025 Katharina Bauer, 2. Vorsitzende ist seit März 2025 Susanne Raschke-Oerding. Matthias Kollmar vertritt seit 2015 als Patientenvertreter Defibrillator (ICD) Deutschland e. V. beim Gemeinsamen Bundesausschuss (G-BA).
Innerhalb des Vereins gibt es mehrere rechtlich unselbständige Landesverbände.
Der Verein verfügt seit 2009 über einen Ärztlichen Beirat mit Medizinern aus den Bereichen Kardiologie, Herzchirurgie, Kinderkardiologie und Psychokardiologie.

## Projekte und Aktivitäten
2009 führte das Institut für Epidemiologie II des Helmholtz Zentrums München – Deutsches Forschungszentrum für Gesundheit und Umwelt gemeinsam mit dem Verein und den in ihm organisierten Selbsthilfegruppen ein Forschungsprojekt durch, das eine verbesserte Versorgung von ICD-Patienten am Lebensende zum Ziel hatte, insbesondere durch die Förderung von Innovation und Verbesserungen bei Management und Behandlung. Die abschließende Studie belegte vor allem die Notwendigkeit der besseren Information der Patienten und hob dafür die Informationsangebote und die Rolle der Selbsthilfegruppen hervor.
Neben den Informationen auf seiner Webseite bietet der Verein an den Jahrestagungen Vorträge und Workshops zu aktuellen Themen an.
Durch die Geschäftsstelle werden unter Beiziehung von Mitgliedern des Ärztlichen Beirats telefonische und schriftliche Anfragen beantwortet.

## Schirmherrin
Katharina Bauer ist Schirmherrin des Defibrillator (ICD) Deutschland e. V. seit 2018. Bauer ist Deutsche Hallen-Stabhochsprung-Meisterin 2018 und Trägerin eines S-ICD. Bauer hat sich im April 2018 einer Herzoperation unterzogen, wobei ihr ein Defibrillator eingesetzt wurde. Sie ist die erste Athletin mit einem implantierten Defibrillator, die an einer Leichtathletik-WM teilgenommen hat (27. September bis 6. Oktober 2019 in Doha). Seit dem 15. März 2025 hat Katharina Bauer auch das Amt der 1. Vorsitzenden übernommen. 